# 메이란팡

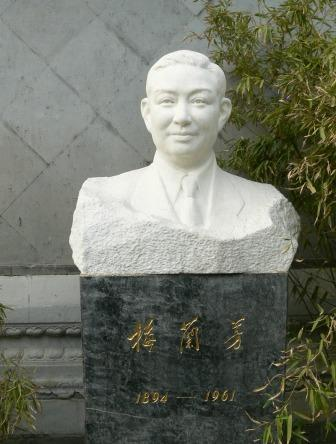
베이징 메이란팡 기념 박물관에 있는 메이란팡 흉상

메이란팡(중국어 간체자: 梅兰芳, 정체자: 梅蘭芳, 병음: Méi Lánfāng, 한자음: 매란방, 1894년 10월 22일~1961년 8월 8일)은 청나라 말부터 중화민국, 중화인민공화국에 걸쳐 활동한 경극 배우다. 상샤오윈, 청옌치우, 쉰후이성과 함께 경극을 융성케 한 '4대 명단(四大名旦)' 중 한 사람이다.
20세 무렵에 이미 명배우로서의 이름을 떨쳤으며 그 후 고향인 베이징을 중심으로 경극계의 제1인자로서 활약, 또한 곤곡(崑曲)에서도 그 기예가 뛰어났다. 미국 및 소련 각국을 순회 공연하여 경극의 존재와 그 진가를 널리 세계에 알린 공헌은 크다고 하겠다.
중일 전쟁 때는 홍콩으로 피하여 한때 경극에서 멀어졌으나 종전 후 다시 무대에 복귀, 중공정권 수립 후에는 그 문교정책에 따른 경극의 전통을 지키면서 개혁에도 힘썼다. 청삼(靑衫)으로서의 미모와 아름다운 목소리는 경극사상 으뜸으로 손꼽히며 <천녀산화(天女散花)> <우주봉(宇宙鋒)> <백사전(白蛇傳)> <귀비취주(貴妃醉酒)> <패왕별희(覇王別姬)> <유원경몽(遊園驚夢)> <상아분월(嫦娥奔月)> <대옥장화(黛玉葬花)> 등에서 뛰어난 명연기를 보였다.

## 참고 문헌
- 이 문서에는 다음커뮤니케이션(현 카카오)에서 GFDL 또는 CC-SA 라이선스로 배포한 글로벌 세계대백과사전의 내용을 기초로 작성된 글이 포함되어 있습니다.